# Vaslav Nijinski
Wacław Niżyński, em polaco; Vatslav Fomitch Nijinski, em russo - no cirílico, Вацлав Фомич Нижинский (Kiev, 12 de março de 1889 — Londres, 8 de abril de 1950) foi um bailarino e coreógrafo russo de origem polonesa. Para os críticos, Nijinski era dotado de uma técnica extraordinária. Por isso, foi chamado por muitos como o deus da dança, a oitava maravilha do mundo e o Vestris do Norte (referência ao bailarino francês Auguste Vestris, junto ao qual seria sepultado, no cemitério de Montmartre, em Paris). Nijinski revolucionou o balé no início do século XX, conciliando sua técnica com um poder de sedução da plateia: os seus saltos pareciam desafiar a lei da gravidade.

## Biografia
Viveu a dança desde muito cedo, pois era filho de bailarinos poloneses, que se apresentavam em teatros e circos. Dançando nas apresentações de seus pais, atuou desde os quatro anos de idade.
Após seu pai ter abandonado a família, mudou-se com sua mãe para São Petersburgo, na Rússia. Com dez anos de idade, iniciou seus estudos em dança na escola de balé do Teatro Imperial. Aos dezoito anos, foi o par da bailarina Anna Pavlova. No ano seguinte, em 1909, viajou para Paris com a companhia de balé de Sergei Diaghilev, na qual obteve reconhecimento internacional.

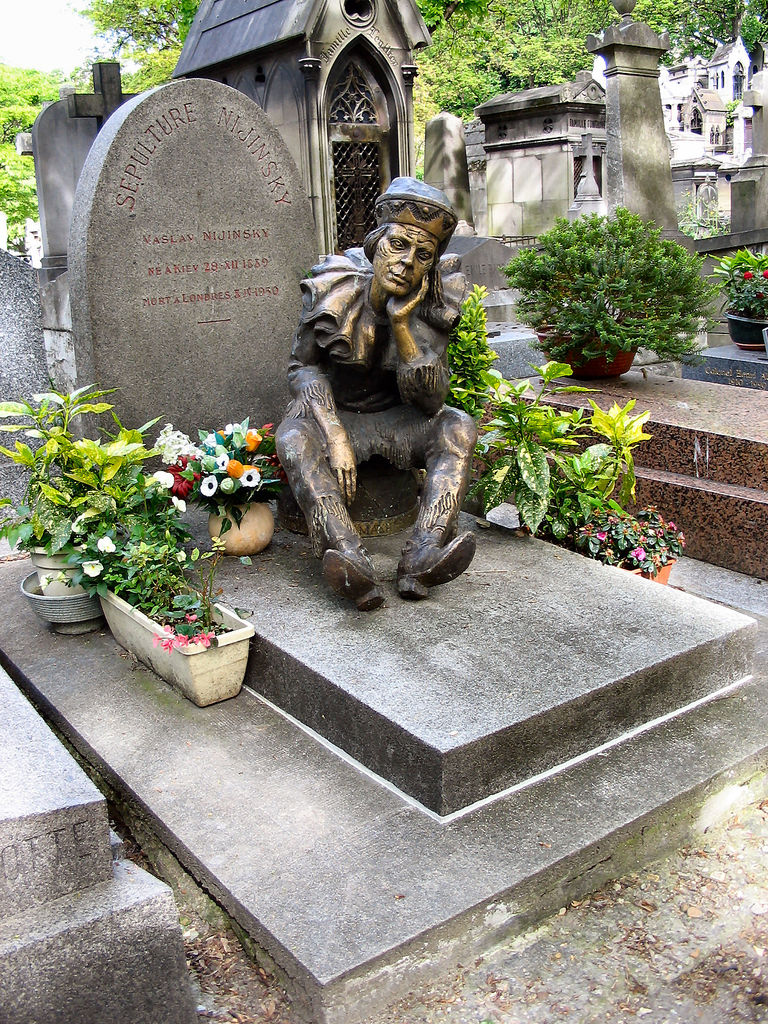
Túmulo de Nijinsky no Cemitério de Montmartre, em Paris.

Com coreografias de Fokine, dançou: Silfides, Petrushka, Sherazade, Espectro da Rosa entre outros. Como coreógrafo, Nijinski era considerado ousado e original, sendo atribuído, a ele, o início da dança moderna. Uma de suas coreografias mais polêmicas foi L'Aprés-Midi d'un Faune, com música de Debussy, vaiada em sua estreia, em 1912. Outras muito conhecidas foram A Sagração da Primavera e Till Eulenspiegel.
O relacionamento com Diaghilev ficou bastante abalado quando Nijinski se apaixona e casa com a bailarina Romola de Pulszki, em 1913, em Buenos Aires. Foi temporariamente afastado do grupo, voltando a fazer parte da companhia em 1916, nos Estados Unidos.
Em 1919, aos 29 anos, acometido por distúrbio mental (esquizofrenia), abandonou os palcos. A esquizofrenia do bailarino caracterizava-se, sobretudo pela desordem de pensamento. Essa marca é bastante evidente em trechos de seus diários: "Tenho uma copeira seca, porque sente. Ela pensa muito, porque foi dessecada no outro lugar onde ela serviu por muito tempo". Seu impressionante diário, escrito em 1919, foi publicado por Romola de Pulszki em 1936. Entretanto, nessa versão, Romola eliminou um terço dos textos originais, suprimindo todos os versos e vários trechos com passagens eróticas.
Nijinski passou por inúmeras clínicas psiquiátricas até completar os 60 anos. Morreu em uma clínica em Londres, em 8 de abril de 1950. Somente em 1995, uma edição integral dos originais de seu diário foi publicada na França, pela editora Actes Sud, graças ao consentimento da filha de Nijinski, Tamara.